# 絕對†女王政
《絶対†女王政》是日本漫画家鳴見奈留于《月刊GANGAN JOKER》（史克威尔艾尼克斯出版）2010年2月刊至2011年1月刊上连载的漫画作品。

## 故事简介
在身为修女的姐姐·美羽流的要求下，主人公佐藤悠馬升学进了前贵族小姐学校的圣玫安学院高中部。因初中时拒绝了学生会长的告白而被她诽谤中伤，进而遭至全校女生的攻击后患上对女性恐怖症的悠馬却在入学式当天被拥有任何人都无法忤逆的绝对权利的新任「女王」有栖川茜娅相中，在全校的学生面前指定他担任女王的秘书官一职。面对着男女生比例为1比9的学校环境，以及缺乏常识的可爱女王和她身边的一众漂亮女生，悠馬那欢乐且痛苦的高中生活拉开了序幕……

## 登場人物
佐藤悠馬
本作品的主人公。圣玫安学院高中部1年级苍组的学生。在初中时拒绝了学生会长的告白而惹得对方不快，导致之后遭到全校女生毫无根据的诽谤中伤，他也因此患上了女性恐惧症。尽管遭受了如此的打击，但他姐姐美羽流仍旧安排他升学进了女生比例极高的前贵族小姐学校——圣玫安学院，并且祸不单行的是他还在新学年伊始的全校集会上被「女王」有栖川茜娅单方面的指定为女王的秘书官。
有栖川茜娅
从这一个新学期开始担任圣玫安学院「女王」的高中部一年级生。虽然就读于同校的初中部时常请病假，但她的学习成绩仍能保持年级第一，并在升上高中部的同时也被提名担任女王一职。刚就任女王的她在新学年伊始的全校集会上不仅宣布废除「在学校内禁止恋爱」的校规，还破例地指定了既非近卫会成员、亦非直升的悠馬担任她的秘书官。
大咲秋羅
就读于圣玫安学院高中部三年级的高个子女生，合气道部成员。平时以茜娅心腹的身份随侍在茜娅身边。雪緒的双胞胎姐姐。
大咲雪緒
就读于圣玫安学院高中部三年级，打扮成男生样貌的高个子女生，近卫会的会长。秋罗的双胞胎妹妹。
霧島玲緒奈
相当于其他学校中学生会的公选制组织·近卫会的副会长。原先被众人认为是茜娅的秘书官的最有力候补者。
因圣玫安学院在新学年开始实行男女混合制而担心会导致风纪败坏。
佐藤美羽流
悠馬的姐姐。是圣玫安学院的核心——「修道会」所属的修女，在学校内的教会中任职。其本人是个弟控，为了让悠馬摆脱女性恐怖症的影响而让他升进了自己所在的圣玫安学院，并将这种「治疗」方法称作冲击疗法（原文为ショック療法）。
很早以前就与茜娅有了深交，是少数几个茜娅公开承认的敬爱之人。

## 出版信息
- 日文版

1. 2010年7月22日、ISBN 978-4-7575-2942-7
2. 2011年6月22日、ISBN 978-4-7575-3258-8